# Юрмаш (Гафурійський район)
Юрма́ш (рос. Юрмаш, башк. Юрмаш) — присілок у складі Гафурійського району Башкортостану, Росія. Входить до складу Імендяшевської сільської ради.
Населення — 175 осіб (2010; 214 в 2002).
Національний склад:
- башкири — 94%